# М'яз-опускач носової перегородки
М'яз-опускач носової перегородки (лат. m. depressor septi nasi) — це м'яз обличчя. Разом із носовим м'язом належить до м'язів, що оточують ніздрі.

## Початок та прикріплення
М'яз починається від коміркового випину присереднього різця верхньої щелепи та кріпиться до хрящової частини перегородки носа.

## Кровопостачання та іннервація
М'яз живиться від верхньої губної артерії. Іннервація забезпечується гілками лицевого нерва.

## Функція
М'яз опускає носову перегородку.